# Trichomycetes
Trichomycetes is een klasse van schimmels (Fungi) uit de stam van lagere schimmels (Zygomycota).
De soorten uit deze klasse leven als commensaal op planten. De ongeslachtelijke voortplanting vindt plaats via sporangiosporen (een spore binnen een sporangium), trichosporen, arthrosporen. Bij sommige soort vindt echter geslachtelijke voortplanting plaats.

## Taxonomie
De taxonomische indeling van de Trichomycetes was als volgt:
Klasse: Trichomycetes
- Orde: Amoebidiales
- Orde: Asellariales
- Orde: Eccrinales
- Orde: Harpellales